# Treroninae
Treroninae je potporodica ptica porodice golubova, reda golupčarki.
Neke od ovih ptica su endemske vrste, kao što je kererū, kūkupa ili kūkū, kako ga zovu Maori, dok je na Chathamu poznat kao parea (Hemiphaga novaeseelandiae).

## Razdioba
Potporodica obuhvaća deset rodova raširenih u tropskim područjima južne Azije, Indonezije i nekih dijelova Oceanije.:
- Alectroenas G. R. Gray, 1840
- Cryptophaps Salvadori, 1893
- Drepanoptila Bonaparte, 1855
- Ducula Hodgson, 1836
- Gymnophaps Salvadori, 1874
- Hemiphaga Bonaparte, 1854
- Lopholaimus Gould, 1841
- Phapitreron Bonaparte, 1854
- Ptilinopus Swainson, 1825
- Treron Vieillot, 1816